# Teletransporte

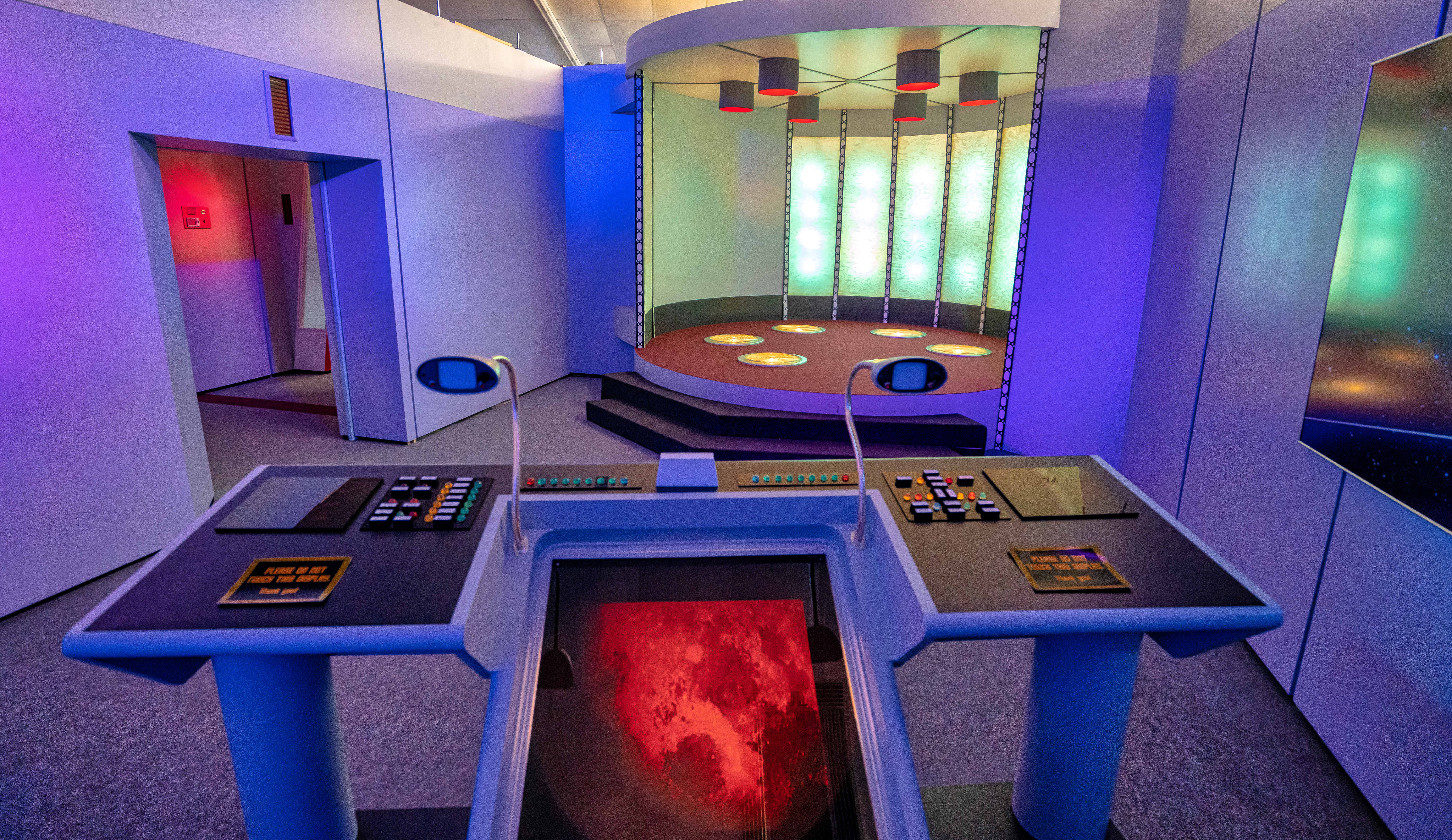
A sala de teletransporte da USS Enterprise da série de TV Star Trek

O teletransporte seria o processo de moção de objetos de um lugar para outro com a transformação da matéria em alguma forma de energia e sua posterior reconstituição em outro local, baseado na famosa fórmula de Einstein: E=m.c².
É importante ressaltar que teletransporte como definido aqui e na ficção científica, não tem relação com teletransporte quântico, um termo técnico-científico utilizado na Física quântica para denotar transporte de informação.

## Ficção científica
Muitos conhecem a ideia do teletransporte através da série Star Trek (1966), baseada em contos escritos por Gene Roddenberry, onde o Capitão Kirk, Sr. Spock, Dr. McCoy entre outros, se movimentavam de sua nave para a superfície de um planeta ou para outras naves com uma facilidade incrível e com baixo custo de filmagem, pois era um truque cinematográfico fácil de fazer, muito mais barato do que construir a maquete de uma pequena nave.
O filme A Mosca, no entanto, já tinha explorado essa ideia, de construir um equipamento que permitisse teletransporte de matéria, em 1958, baseado num conto de George Langelaan.